# Bir Foda
Bir Foda (em árabe: بير الفضة) é uma cidade e comuna localizada na província de M'Sila, Argélia. Segundo o censo de 2008, a população total da cidade era de 4 258 habitantes.